# ۲۴ (فصل ۸)
فصل هشتم و پایانی مجموعه تلویزیونی ۲۴ که با نام روز هشتم یا روز آخر شناخته می‌شود در ۱۷ ژانویهٔ سال ۲۰۱۰ آغاز و در ۲۴ می همان سال پایان یافت.

## داستان
داستان این فصل مربوط به جریان صلح بین آمریکا و جمهوری اسلامی کامستان است و در طی سفر رئیس جمهور کامستان عمر حسن به نیویورک و برای رفتن به سازمان ملل متحد و انعقاد صلح بین کامستان و آمریکاست که اتفاقاتی از جمله ترور رئیس جمهور کامستان و دخالت روس‌ها صورت می‌گیرد.

## قسمت های آغازی
در این قسمت‌ها جک باور ناخواسته وارد این جریانات می‌شود و به علاوه نوه‌ی جک تری بزرگ شده‌است و دخترش کیم می‌خواهد پدرش جک را از نیویورک به لس‌آنجلس ببرد تا در آرامش زندگیشان را کنند اما در جریان کمک خواستن یکی از دوستان جک او وارد این جریانات می‌شود دیگر اتفاقاتی دیگری نیز رخ داده از جمله:
- واحدCTU به خواست یکی از مشاوران رئیس جمهور الیسون تیلور این بار در شهر نیویورک تأسیس شده‌است.
- رئیس جمهور کامستان وارد آمریکا شده‌است تا در سازمان ملل قرار داد صلح را منعقد کند.
- در ابتدا ماموران CTU می‌پندارند که تروریست اصلی زنی روزنامه نگار است که با رئیس جمهور کامستان رابطه دارد.
- پس از مدتی تحقیقات معلوم می‌شود که روزنامه نگار بی‌گناه است.
- معلوم می‌شود تروریست اصلی برادر رئیس جمهور کامستان فرهاد حسن است.
- مشخص می‌شود که فرهاد حسن درصدد خریدن تجهیزات لازم برای ساختن بمب اتم از یک مافیای روسی است.

## قسمت‌های میانی
در این قسمت ها اتفاقاتی رخ می‌دهد از جمله:
- رنه واکر مامور سابق اف‌بی‌آی برای انجام عملیات به سی‌تی‌یو می آید.
- جک باور و رنه واکر عملیاتی انجام می‌دهند تا با نفوذ در برخی از باندهای خلاف کار روس به مافیای اصلی برسند و فرهاد حسن را دستگیر کنند.
- عملیات موفق انجام می‌شود و باند مافیای روس دستگیر می‌شوند اما دیر شده‌است و تجهیزات هسته‌ای به فرهاد حسن و اشخاص کامستانی رسیده است.
- کامستانی‌ها که مشاهده می‌کنند نمی‌توانند تجهیزات اتمی را از آمریکا خارج کنند تصمیم به استفاده از آنان در خاک آمریکا می‌گیرند.
- تروریست‌ها تصمیم می‌گیرند بمب اتمی را با رئیس جمهور عمر حسن تعویض کنند تا صلح بین آمریکا و کامستان منعقد نشود.
- مقامات آمریکایی قبول نمی‌کنند و آماده برای مقابله با بحران می‌شوند.
- عمر حسن خود را تسلیم می‌کند تا جان هزاران آمریکایی را نجات دهد.

## قسمت‌های پایانی
در این قسمت‌ها :
- سمیر مهران تروریست کامستانی عمر حسن را به قتل می‌رساند.
- عملیات نجات عمر حسن به فرماندهی جک باور ناموفق می‌شود اما تروریست‌ها دستگیر یا کشته می‌شوند.
- معلوم می‌شود روس‌ها در این جریانات دست داشته‌اند.
- چارلز لوگان رئیس جمهور پیشین آمریکا به کاخ سفید می‌رود و اظهار می‌کند می‌خواهد به رئیس جمهور الیسون تیلور کمک کند.
- رنه واکر که جک باور بسیار دلباخته‌ی او می‌شود به دست برخی تروریست‌ها کشته می‌شود و جک تصمیم به انتقام و رسیدن به عدالت می‌گیرد.
- بیشتر روس‌های که در کشته شدن رنه واکر دست داشتند به دست جک کشته می‌شوند و حتی جک می‌خواهد رئیس جمهور روسیه یوری سواروف را بکشد که کلوئی آبرایان متقاعدش می‌کند که این باعث به‌وجود آمدن جنگ بین دو کشور می‌شود و جک این کار را نمی‌کند.
- در آخر صلحی که به خاطرش ده‌ها نفر کشته شده بودند منعقد نمی‌شود و جک دستگیر می‌شود اما رئیس جمهور آمریکا الیسون تیلور تصمیم می‌گیرد به حرف وجدانش گوش دهد و جک را آزاد می‌کند و خودش و عواملی را که در این قتل‌ها دست داشتند با نوشتن بیانیه‌ای معرفی می‌کند.

## شخصیت ها
| نام بازیگر       | نام شخصیت       | عنوان شخصیت                      |
| ---------------- | --------------- | -------------------------------- |
| کیفر ساترلند     | جک باور         | مامور ویژه(کاراکتر اصلی)         |
| آنی ورسچینگ      | رنه واکر        | مامور سابق اف بی آی              |
| مری لین راجسکوب  | کلوئی آبرایان   | مامور CTU و دوست جک              |
| آنیل کاپور       | عمر حسن         | رئیس جمهور جمهوری اسلامی کامستان |
| چری جونز         | الیسون تیلور    | رئیس جمهور ایالات متحده آمریکا   |
| میکلتی ویلیامسون | برایان هاستینگز | مدیر واحد CTU نیویورک            |
| کتی سکف          | دینا والش       | مامور CTU و خائن                 |
| جان بوید         | آرلو گلاس       | مامور CTU                        |
| فردی پرینز       | کول اتریز       | مامور CTU                        |

## دیگر موارد
کسانی که می‌میرند یا دستگیر می‌شوند.
| رئیس جمهور حسن : که به دست تروریست‌ها کشته می‌شود. |
| رنه واکر : که به دست عوامل روس کشته می‌شود.       |

### تروریست ها
| تروریست‌های اصلی                                          |
| -------------------------------------------------------- |
| فرهاد حسن : برادر رئیس جمهور حسن.                        |
| سمیر مهران : فرمانده گروه‌های تروریست کامستانی در آمریکا. |

## پیوست ها
- سریال ۲۴
- ۲۴ (فصل ۷)
- فهرست سریال‌های آمریکایی
- سینمای آمریکا